# Théodore Géricault
Théodore Géricault (Rouen, 1791. szeptember 26. – Párizs, 1824. január 26.) francia festő, leghíresebb alkotása a Medúza tutaja. Egyike volt az első romantikus festőknek.

## Életpályája
Képzését Carle Vernet-nek és Pierre-Narcisse Guérinnek köszönhette. Ez utóbbi mester egy megrögzött klasszicista volt, aki bár elutasította diákja impulzív természetét, felismerte tehetségét. Miután Géricault elhagyta az iskolát, a Louvre-ba ment, hogy 1810 és 1815 között festményeket másoljon, többek között Peter Paul Rubenstől, Tizianótól, Diego Velázqueztől, és Rembrandttól. Ezekben olyan erőt talált, mely számára szimpatikusabb volt, mint az akkor uralkodó neoklasszicista stílus.

### Sikerei
Első komolyabb alkotását, a Császári gárdatisztet, az 1812-es Párizsi Szalonon állították ki, és amelyen látható a rubensi hatás és az érdeklődés a kortárs témák iránt.  Ezen fiatalkori sikert nem követték újabb nagyszabású alkotások: a következő években lovakról és lovagokról készített tanulmánysorozatot. A következő években az alakábrázolást és a kompozíciót tanulmányozta, mely során megtapasztalt, hogy mennyire is kedveli a drámát és a kifejezőerőt.

### A Medúza tutaja
Géricault a korai festményeiben folyamatosan visszatért a katonai témákhoz, és azon litográfiái, melyeket az Itáliából való visszatérés után alkotott katonai témákban, a mesterművei közé tartoznak. Legjelentősebb festménye a  Medúza tutaja (1819), amely egy francia hajó elsüllyedésének következményét ábrázolja, mely során a kapitány hátrahagyta a legénységet és az utasokat is. Az eseményből nemzeti botrány lett, és Géricault drámai ábrázolása bemutatta a tragédia monumentalitását. A festmény ismertsége a korrupt társadalom vádolásából ered, valamint abból, ahogyan drámaian bemutatta az örök témát, az ember harcát a természettel. Az alakok és a kompozíció struktúrájának klasszikus ábrázolása ellentétben áll az ábrázolt tárgy zűrzavaros helyzetével, és ez fontos hidat képez a neoklasszicista és a romantika között. A festmény több különböző hatást olvaszt egybe a monumentális megközelítést és az alakábrázolást tekintve. A szereplőket a festő gúla alakban helyezte el. 
A kép politikai vitát gerjesztett, mikor 1819-ben kiállították a Párizsi Szalonon; később Angliát is megjárta, ahol több elismerést kapott. Londoni tartózkodása alatt Géricault megtapasztalta a városi szegénységet, és több szentimentalizmus nélküli rajzot és litográfiát is készített a benyomásairól, melyeket később publikált.

### Késői munkái
Miután visszatért Franciaországba, egy tíz portréból álló sorozatot festett őrültekről, akik egy barátjának, Dr. Étienne-Jean Georget-nak voltak a betegei. Minden alany különböző problémákkal szenvedett.

## Képgaléria
- A Medúza tutaja (1819), Louvre, Párizs
- Monomániás irigy nő (c. 1819) Musée des beaux-arts de Lyon, Lyon